# Lobsang Tenpe Gyeltshen (6. Jebtsundamba Khutukhtu)
| Tibetische Bezeichnung                                                                     |
| ------------------------------------------------------------------------------------------ |
| Wylie-Transliteration: blo bzang dpal ldan rgyal mtshan; blo bzang bstan pa'i rgyal mtshan |
| Chinesische Bezeichnung                                                                    |
| Vereinfacht: 哲布尊丹巴•罗布藏巴勒垫丹拜佳木粲                                             |

Lobsang Tenpe Gyeltshen (tib. blo bzang bstan pa'i rgyal mtshan, mongolisch Лувсантүвдэнчойжижалцан Luwsan Tuvden Tschoidschi Dschaltsan; geb. 1843; gest. 1849) war der 6. Jebtsundamba Khutukhtu (6. Bogd Gegen) und religiöse Führer des mongolischen Buddhismus. 
Während seiner kurzen Lebenszeit befand sich die Hauptstadt in Tolgoit. Nach seinem Tod wurden seine sterblichen Überreste im Dambadarjaa-Kloster aufbewahrt.

## Namensvarianten
Der mongolische Name wird auch als Luwsan Töwdön Tschoidschi Dschaltsan (Лувсантөвдөнчойжижалцан)  wiedergegeben. Weiterhin werden die Formen Luwsan Baldan Dschaltsan und Luwsan Dambii Dschaltsan (jeweils Jaltsan in engl. Umschrift) genannt. 
Als tibetische Form tritt auch Lobsang Pelden Gyeltshen (blo bzang dpal ldan rgyal mtshan) auf.